# 善霊
善霊は、生前に殺されたにもかかわらず復讐を望まない霊を指す。海外ドラマのsupernaturalでは自分の遺体を発見してもらいたい場合や身内など家族や人間に危険が迫っている場合に警告してくれる存在として登場。